# ميك أوبراين
ميك أوبراين (بالإنجليزية: Mick O'Brien)‏ (10 أغسطس 1893 في جمهورية أيرلندا - 21 سبتمبر 1940 في جمهورية أيرلندا) هو مدرب كرة قدم ولاعب كرة قدم أيرلندي في مركز الوسط. شارك مع منتخب أيرلندا لكرة القدم ومنتخب جمهورية أيرلندا لكرة القدم. أما مع النوادي، فقد لعب مع ديربي كاونتي وكوينز بارك رينجرز وليستر سيتي ونادي برينتفورد ونادي سلتيك ونادي واتفورد ونادي والسول ونورويتش سيتي وهال سيتي ونادي ألوا أثليتيك والرابطة الحادية عشر لكرة القدم ‏ ونادي بليث سبارتانز وBrooklyn Wanderers ‏ ونادي ساوث شيلدز ‏.

## وصلات خارجية
- ميك أوبراين على موقع ناشيونال فوتبول تيمز (الإنجليزية)